# Новопрокоповский сельский совет
Новопрокоповский сельский совет (укр. Новопрокопівська сільська рада) — входит в состав
Токмакского района
Запорожской области
Украины.
Административный центр сельского совета находится в 
с. Новопрокоповка.

## Населённые пункты совета
- с. Новопрокоповка
- с. Ильченково
- с. Работино
- с. Сладкая Балка